# Fiona O’Donnell

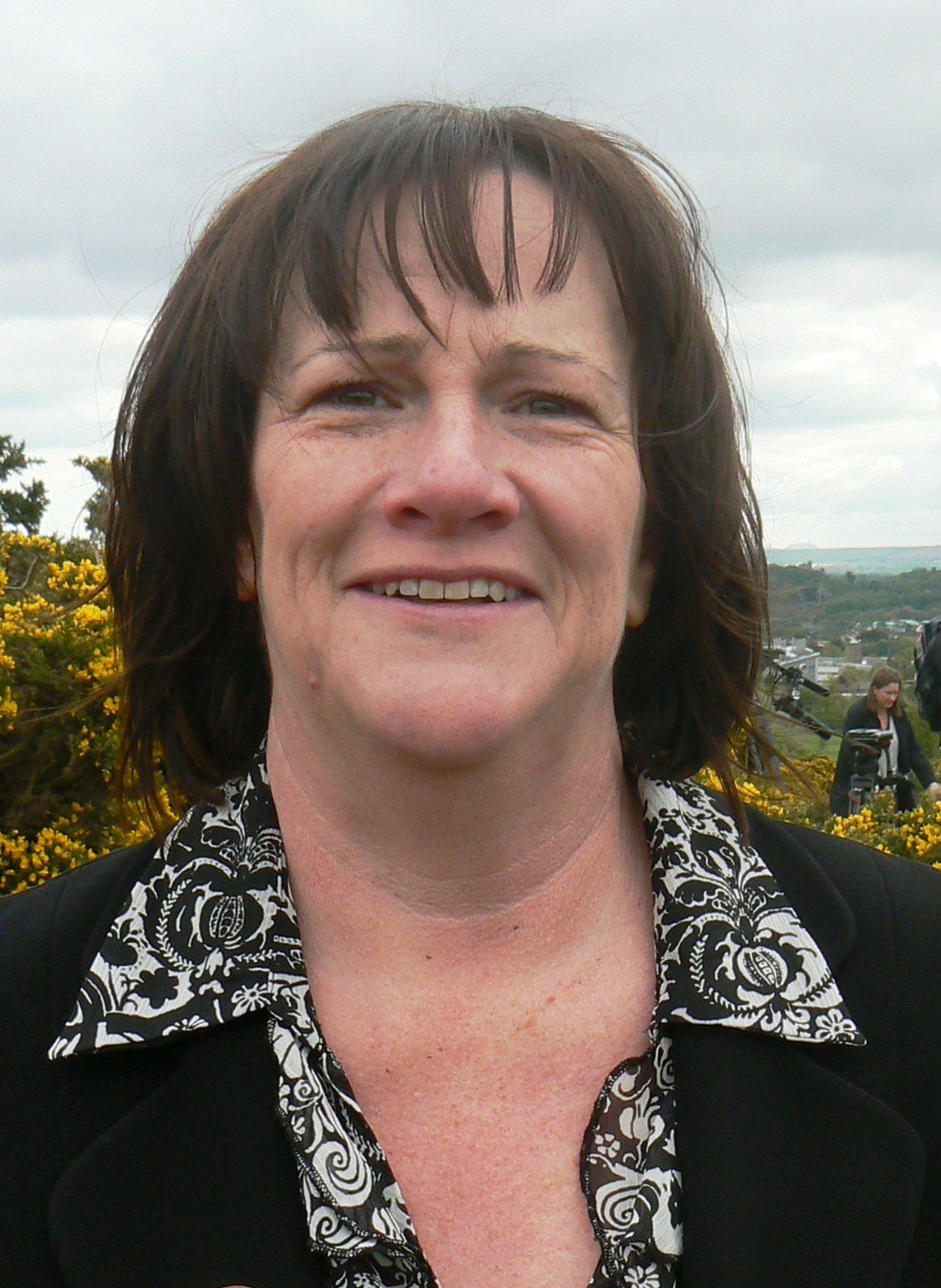
Fiona O’Donnell

Fiona O’Donnell (* 27. Januar 1960) ist eine schottische Politikerin der Labour Party.

## Leben
O’Donnells aus dem Glasgower Stadtteil Gorbals stammende Familie wanderte nach Kanada aus, wo O’Donnell geboren wurde. In ihrem sechsten Lebensjahr siedelten ihre Eltern in das schottische Fort William über. Sie besuchte dort eine städtische Grundschule sowie die Lochaber High School. O’Donnell nahm ein Studium der Geschichte und englischen Literatur an der Universität Glasgow auf, brach es jedoch auf Grund ihrer Schwangerschaft nach drei Jahren ab.
Insgesamt zeugte das Ehepaar vier Kinder und lebte in Port Seton, Newcastle, Banbury und Cheltenham um sich dann bei Perth niederzulassen. Nachdem O’Donnell zunächst in einer Wohneinrichtung für Personen mit mentalen Problemen tätig gewesen war, arbeitete sie in Perth für die gemeinnützige Organisation Capability Scotland in der Behindertenhilfe.

## Politischer Werdegang
Nachdem Anne Moffat, welche den Wahlkreis East Lothian seit 2001 im britischen Unterhaus vertreten hatte, nach mehreren Kontroversen bei den Unterhauswahlen 2010 nicht mehr berücksichtigt wurde, stellte die Labour Party O’Donnell als Nachfolgerin in diesem Wahlkreis auf. Am Wahltag setzte sie sich gegen fünf Kontrahenten durch und zog in der Folge erstmals in das House of Commons ein. Im Schattenkabinett der Labour Party war O’Donnell von 2011 bis 2012 als Juniorministerin für Umwelt, Nahrung und ländliche Angelegenheiten vorgesehen. Nach massiven Stimmgewinnen der SNP bei den folgenden Unterhauswahlen 2015 schied sie nach nur einer Wahlperiode wieder aus dem Parlament aus. Das Mandat ging an den SNP-Kandidaten George Kerevan.